# Prigi (Sigaluh)
Prigi is een bestuurslaag in het regentschap Banjarnegara van de provincie Midden-Java, Indonesië. Prigi telt 4030 inwoners (volkstelling 2010).